# Frits Landesbergen

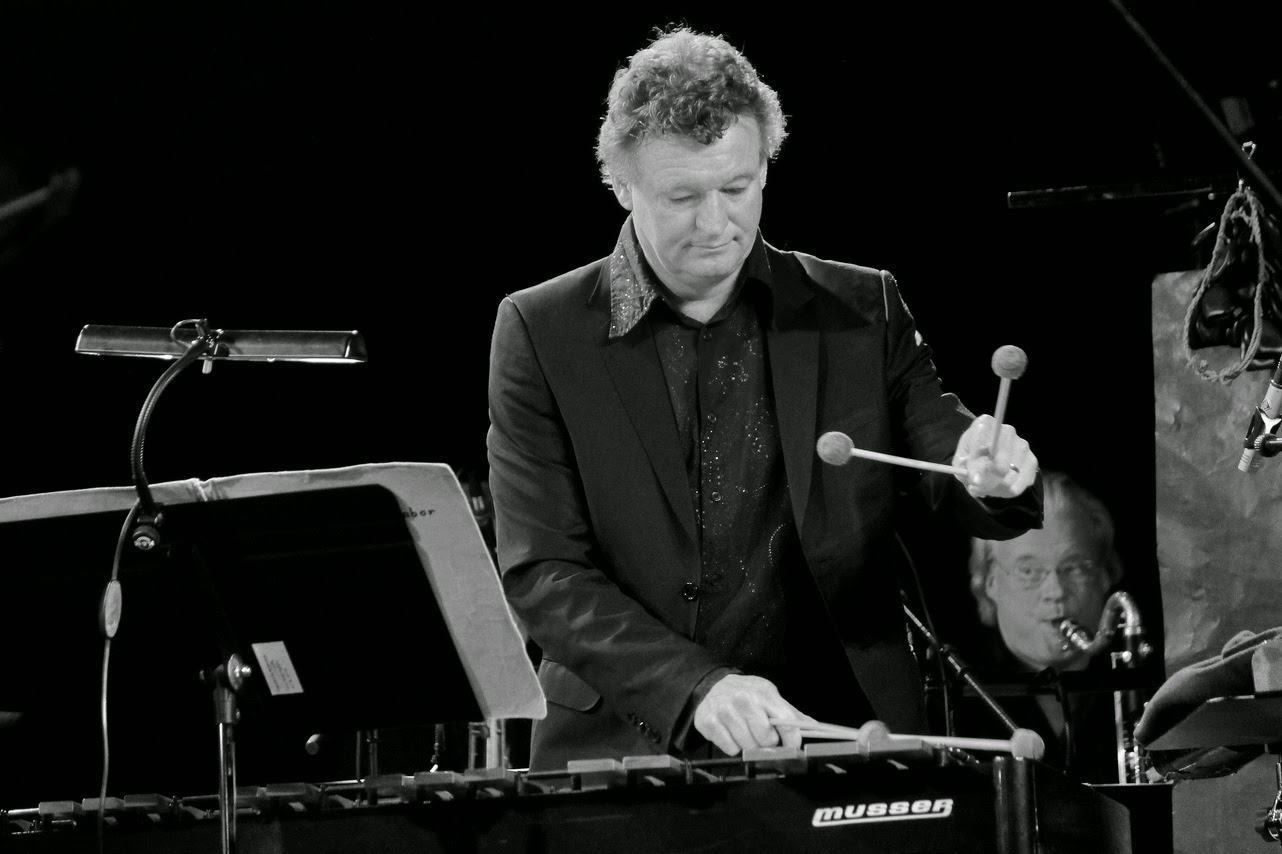
Frits Landesbergen auf dem Jazzfestival St. Ingbert 2015

Frits Landesbergen (* 18. Januar 1961 in Voorschoten) ist ein niederländischer Jazzmusiker (Vibraphon, Schlagzeug) und Arrangeur.

## Leben und Wirken
Landesbergen stammt aus einer musikalischen Familie; sein Vater war Gitarrist. Sein gleichnamiger Onkel ist ebenfalls als Jazzmusiker (Vibraphon, Piano) tätig. 1985 absolvierte er das Sweelinck Conservatorium in Amsterdam.
Landesbergen spielte zunächst in der Hoornse Big Band und im Trio von Pim Jacobs, bevor er seine eigene Band (mit Rein de Graaff, Harry Emmery und Eric Ineke) gründete. Im Trio von Rob Agerbeek begleitete er Ann Burton. Mit Bernard Berkhout bildete er das Duo Berkland. Er trat weiterhin mit Musikern wie Cor Bakker, Georgie Fame, Milt Jackson, Toots Thielemans, Eddie Daniels, Scott Hamilton, Joe Pass, Buddy DeFranco, Monty Alexander,  Harry Allen und Francesca Tandoi auf. Ferner ist er an Alben mit der hr-Bigband („Swinging Christmas“, 2001), Johnny Meijer, Laura Fygi, Madeline Bell, dem Rosenberg Trio, Thijs van Leer, Mariëlle Koeman, dem Metropole Orkest, dem London Symphony Orchestra und der Sängerin Giovanca beteiligt.
Landesbergen ist Dozent für Vibraphon, Schlagzeug und Ensemblespiel am Konservatorium Den Haag.

## Preise und Auszeichnungen
Landesbergen wurde 1986 mit dem den Wessel-Ilcken-Nachwuchspreis und mit dem Pall Mall Swing Award ausgezeichnet.

## Diskographische Hinweise
- Ultimate Swing (1987)
- Alone Together (1988)
- Groovy Mallets (1991)
- Frits & Friends Melange (1993, mit  Cor Bakker, Edwin Corzilius, Hans Dekker, Jeroen de Rijk)
- Frits meets Louis van Dijk, Two of a Kind (1995, mit Edwin Corzilius, John Engels)
- Jeff Hamilton Trio featuring Frits Landesbergen Dynavibes (mit  Larry Fuller, Lynn Seaton, 1996)
- Frits Landesbergen & Jeroen de Rijk: First Moves featuring Jimmy Haslip, Izaline Calister (2002)
- Frits Landesbergen Quartet De Doelen Session (2009)
- Willem Hellbreker / Frits Landesbergen Quartet Saxvibes (2010)
- The Basel Sessions – European Jazz Meeting (mit Max Ionata, Martin Sassse, Dominik Schürmann, 2024)